# Corral-Rubio (kommunhuvudort)
Corral-Rubio är en kommunhuvudort i Spanien.   Den ligger i provinsen Provincia de Albacete och regionen Kastilien-La Mancha, i den sydöstra delen av landet, 260 km sydost om huvudstaden Madrid. Corral-Rubio ligger 875 meter över havet och antalet invånare är 425.
Terrängen runt Corral-Rubio är platt.Runt Corral-Rubio är det glesbefolkat, med 19 invånare per kvadratkilometer. Närmaste större samhälle är Montealegre del Castillo, 12,6 km öster om Corral-Rubio. Trakten runt Corral-Rubio består till största delen av jordbruksmark.